# Loubejac
Loubejac is een gemeente in het Franse departement Dordogne (regio Nouvelle-Aquitaine) en telt 280 inwoners (2015). De plaats maakt deel uit van het arrondissement Sarlat-la-Canéda.

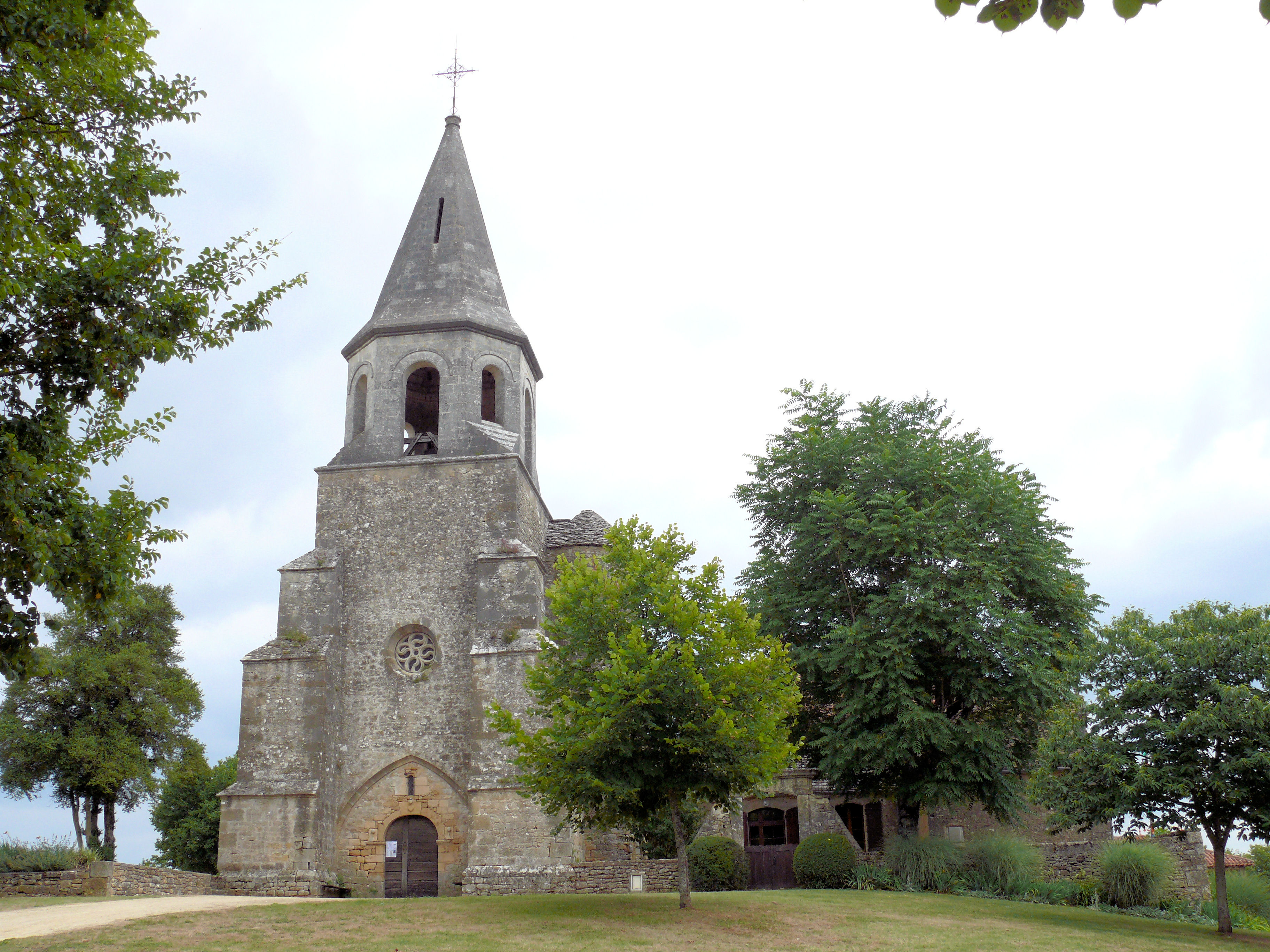
Kerk van St Pierre ès Liens
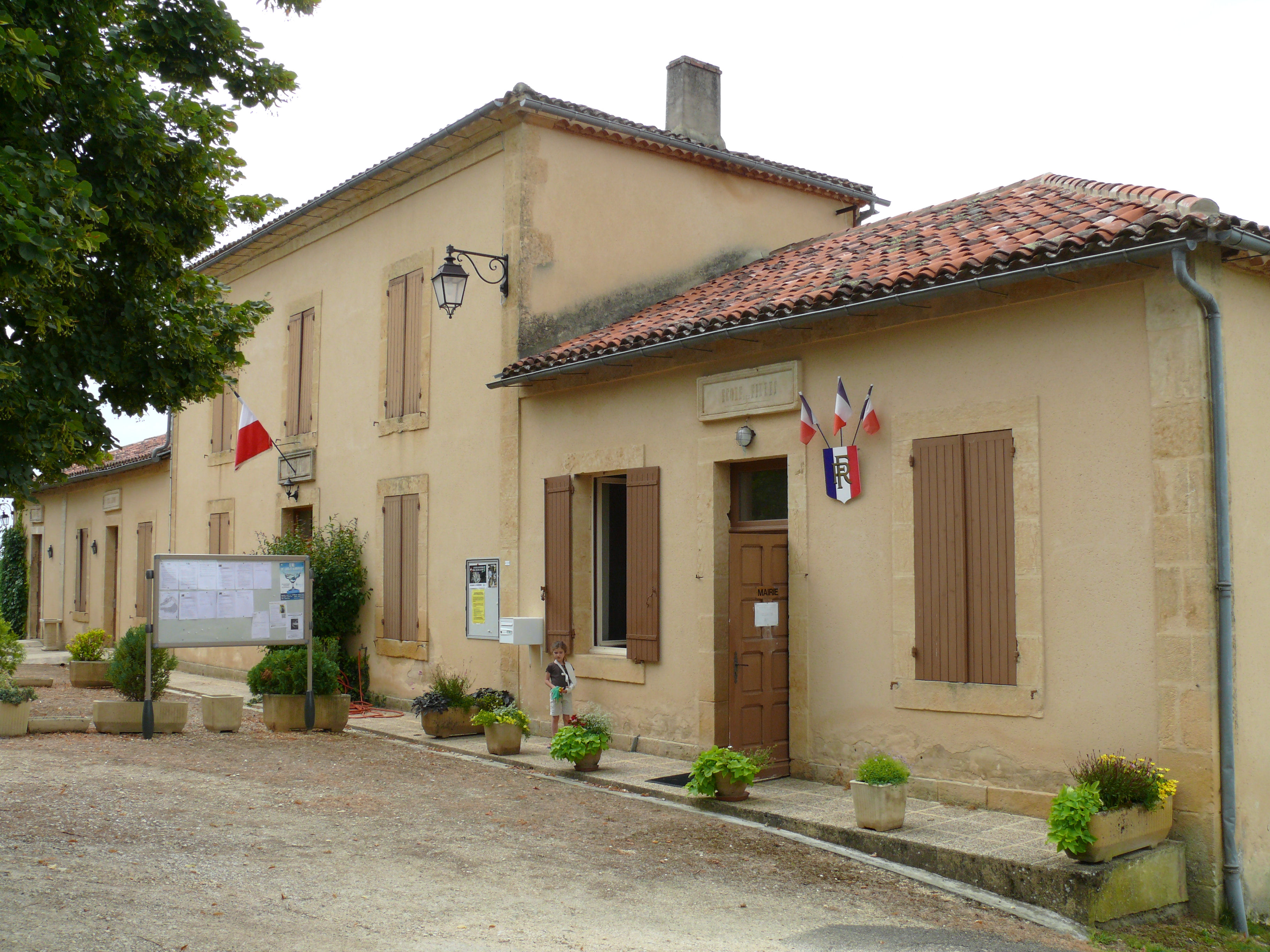
Gemeentehuis

## Geografie
De oppervlakte van Loubejac bedraagt 18,0 km², de bevolkingsdichtheid is 15,6 inwoners per km².
De onderstaande kaart toont de ligging van Loubejac met de belangrijkste infrastructuur en aangrenzende gemeenten.

## Demografie
Onderstaande figuur toont het verloop van het inwonertal (bron: INSEE-tellingen).